# 친절

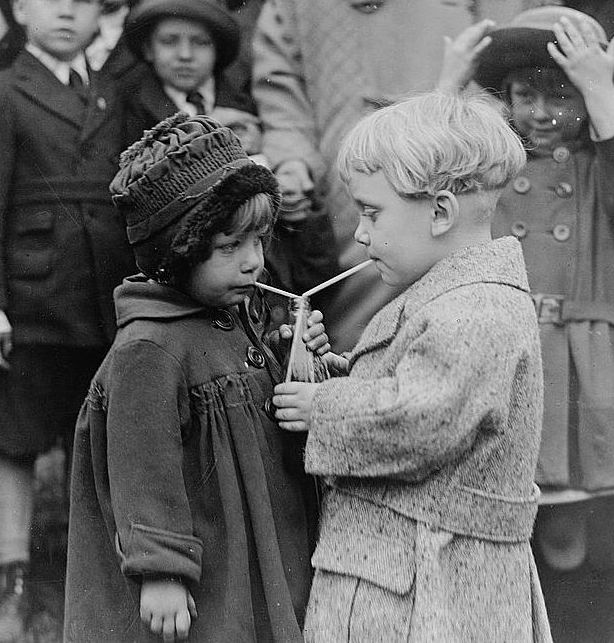
백악관에서 청량 음료를 나누는 두 아이.

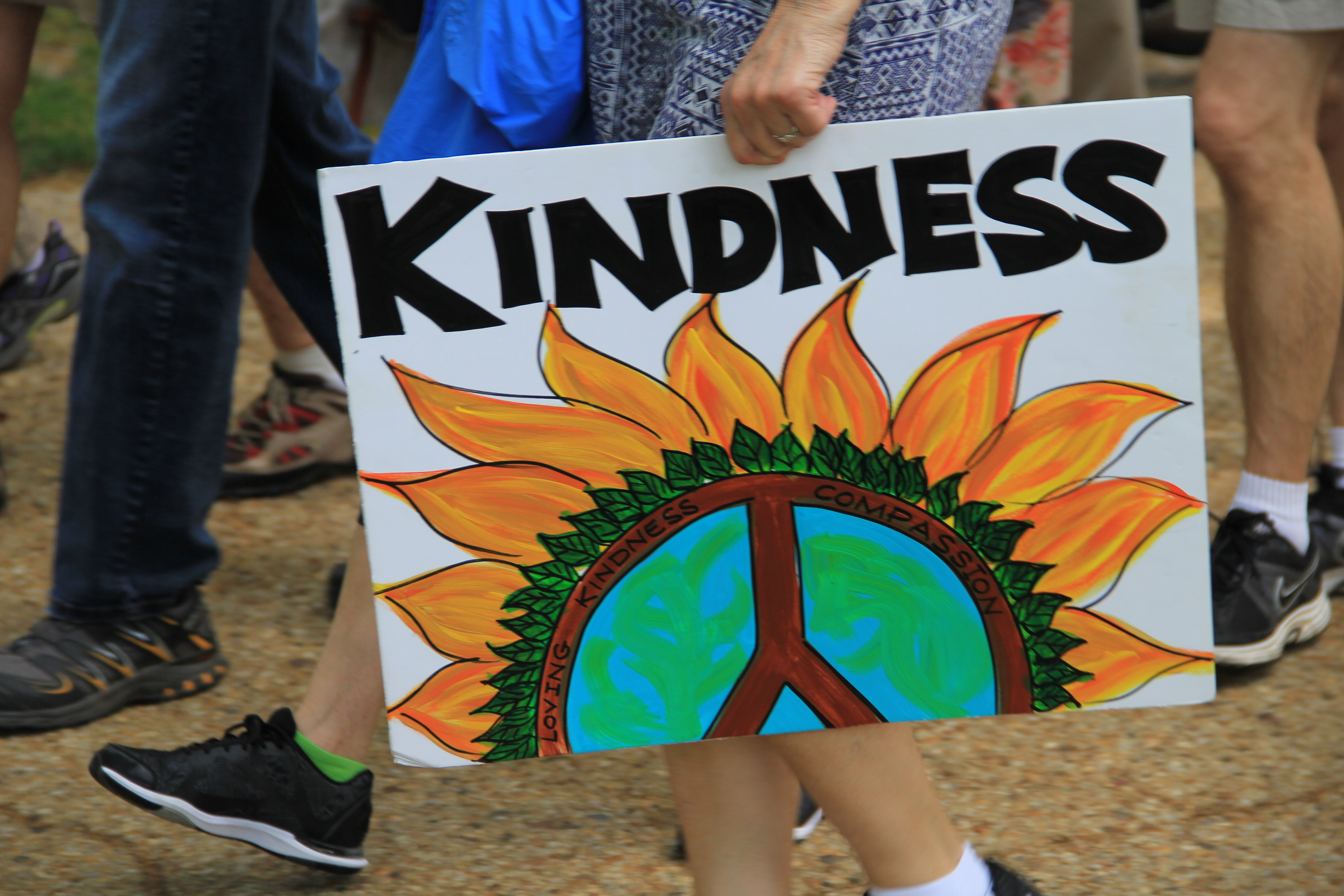
친절을 위한 현수막, 사람들의 기후 행진 (2017).

친절(親切)은 윤리적 특성, 유쾌한 기질, 타인에 대한 관심과 배려로 표시되는 행동이다. 이는 덕으로 여겨지며 많은 문화와 종교에서 가치 있게 인식된다 (종교 내 윤리 참조).
"수사학" 제2권에서, 아리스토텔레스는 친절이란 "어떤 대가가 아니라, 도움이 자신의 이익이 아니라, 도움 받는 사람의 유익을 위해, 도움이 필요한 사람에게 도움이 되는 것"이라 정의한다. 니체는 친절과 사랑을 "인간 관계에서 가장 치료적인 약초와 물질"로 간주했다. 친절은 기사도 중 하나로 간주된다. 메헤르 바바의 가르침에서 신은 친절과 동의어이다: "신은 너무 친절하여 그의 무한한 친절을 상상하는 것은 불가능하다!"

## 같이 보기
- 이타주의
- 연민
- 공감
- 관용
- 선 (철학)
- 선의
- 친절의 날
- 선행 나누기
- 임의의 친절한 행동
- 임의의 친절한 행동의 날
- 덕성
- 반보
- r/K 선택론
- 친절 공세
- UK 친절 운동
- 세계 친절의 날

## 참고 도서
- RABBI-UL-AWWAL (July 1998). “What is Kindness to Parents?”. 《Islamic Voice》. 12-07 (139). 2019년 11월 28일에 원본 문서에서 보존된 문서. 2019년 11월 28일에 확인함.
- El-Sayed M. Amin. “Kindness to a Non-Muslim Neighbor: Tips for Interaction”. 《Society》. Islam Online. 2005년 8월 28일에 원본 문서에서 보존된 문서. 2005년 11월 22일에 확인함.
- Forget Survival of the Fittest: It Is Kindness That Counts (January 2017), Scientific American. "A psychologist probes how altruism, Darwinism and neurobiology mean that we can succeed by not being cutthroat."